# Clifton (nome)
Clifton  è un nome proprio di persona inglese maschile.

## Varianti
- Maschile: Clyfton[2], Clyffton[2], Cliffeton[2], Clyffeton[2]
  - Ipocoristici: Clift[1][2], Cliff[2]

## Origine e diffusione
Deriva dall'omonimo cognome inglese, che a sua volte trae origine da un toponimo antico inglese che significa letteralmente "città/insediamento presso una scogliera" (cliff). Può inoltre essere usato come forma estesa del nome Cliff.
Si tratta di un nome molto diffuso. Negli Stati Uniti d'America, il nome raggiunse la massima popolarità nei primi decenni del XX secolo.

## Onomastico
Il nome è adespota. Le persone che portano questo nome possono quindi festeggiare il proprio onomastico il 1º novembre, giorno dedicato alla festa di Ognissanti.

## Persone

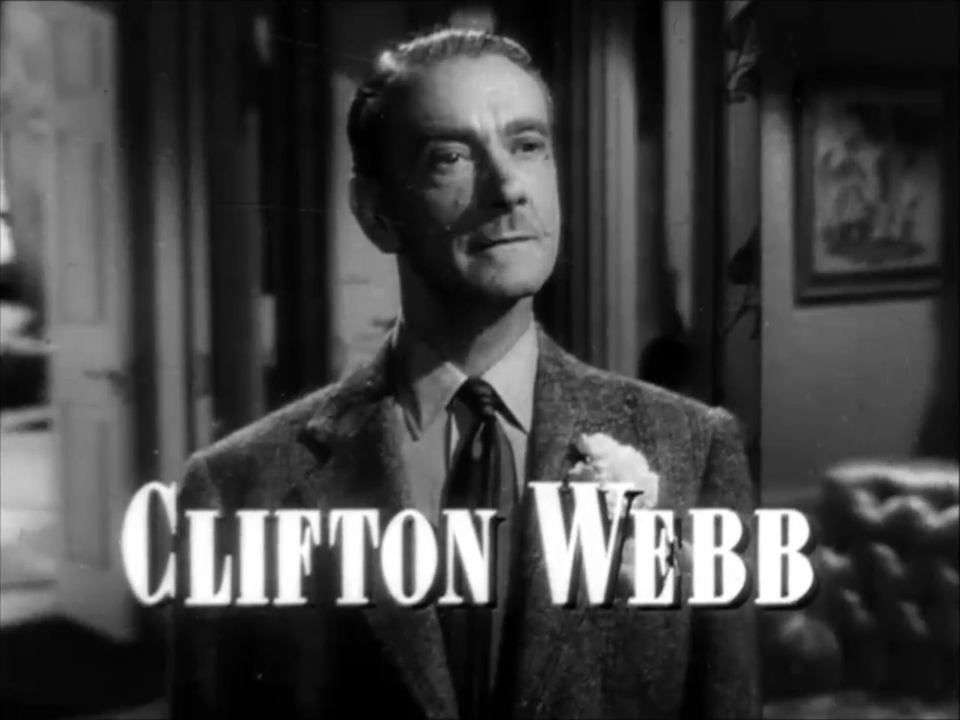
Clifton Webb

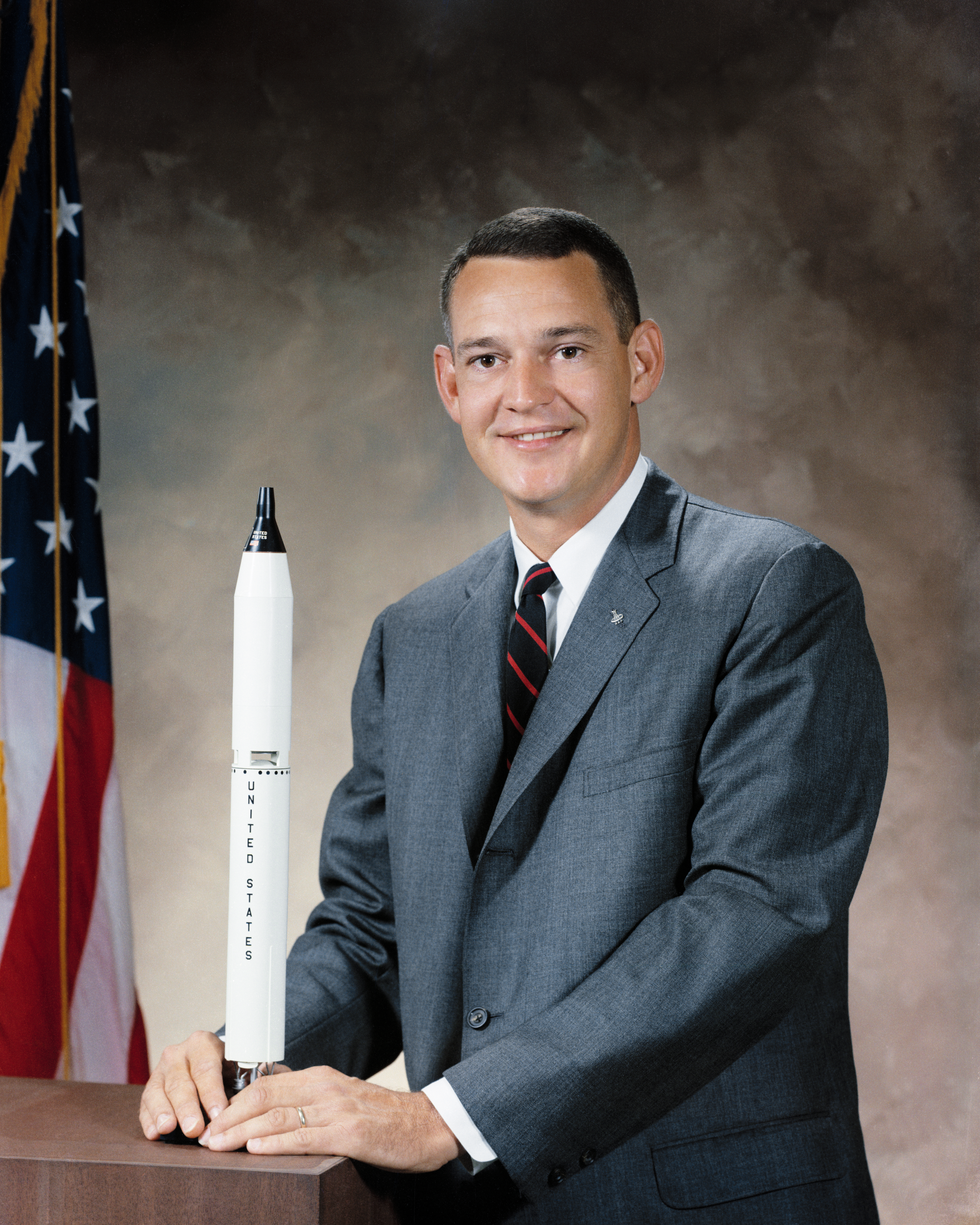
Clifton Williams

- Clifton Collins Jr., attore statunitense
- Clifton McNeely, cestista e allenatore di pallacanestro statunitense
- Clifton Powell, attore statunitense
- Clifton Webb, attore statunitense
- Clifton Williams, astronauta statunitense

## Il nome nelle arti
- Clifton Morris è un personaggio della miniserie televisiva del 1962 Das Halstuch, interpretato dall'attore Ekke Hämäläinen[3]
- Clfton Byers è un personaggio del film TV del 1992 Mastergate, interpretato dall'attore Jerry Orbach[4]
- Clifton Santier è un personaggio del film del 1996 Il coyote (Coyote Run), interpretato dall'attore Peter Greene[5]
- Clifton è un personaggio di alcuni episodi della serie televisiva d'animazione Stripperella, doppiato dall'attore Jon Cryer[6]